# Árpád híd (Ráckeve)
A ráckevei Árpád híd a Ráckevei-Duna (azaz a Soroksári Duna-ág) legfontosabb hídja[forrás?], illetve a legdélebbi fekvésű olyan híd, amely gépjármű-közlekedésre is alkalmas módon keresztezi a folyóágat. A Csepel-szigetet, ezen belül Ráckeve belvárosát köti össze az 51-es út kiskunlacházi szakaszával; a sziget fő gerincútjának számító 5101-es út részét képezi.

## Története
A jelenlegi híd helyén eredetileg egy szétszedhető fahíd állt. Ráckeve városa az új, állandó jellegű vashíd építéséhez mintegy 100 000 koronás kölcsönt vett fel. A millennium évében készített hidat 1897. szeptember 26-án avatták fel.
A háromcsuklós ívhidat Zielinszki Szilárd tervezte; nyílása 66 méteres volt.
A II. világháború végéhez közeledve, 1944. november 3-án a visszavonuló magyar csapatok felrobbantották a ráckevei hidat. A szovjet katonák a hídfők mellett keskeny pontonhidat ácsoltak, ez szolgálta az átkelést az 1948-49-es újjáépítésig, melynek során a szintén lebombázott szegedi közúti Tisza-híd roncsait is felhasználták.
A híd a mai állapotát az 1993-94-es átépítéssel nyerte el.